# Măgurele (Prahova)
Pour les articles homonymes, voir Măgurele.
Măgurele est une commune roumaine du județ de Prahova, dans la région historique de Valachie et dans la région de développement du Sud.

## Géographie
La commune de Măgurele est située dans le centre-nord du județ, sur la rive gauche de la Teleajen, à la limite entre la plaine valaque et les collines des Carpates, à 9 km au sud de Vălenii de Munte et à 18 km au nord de Ploiești, le chef-lieu du județ.
La municipalité est composée des trois villages suivants (population en 1992) :
- Coada Malului (789) ;
- Iazu (624) ;
- Măgurele (3 298), siège de la municipalité.

## Politique
| Identité              | Période | Période  | Durée  |
| Identité              | Début   | Fin      | Durée  |
| --------------------- | ------- | -------- | ------ |
| Vasilică Diaconu (d), | 2012    | En cours | 13 ans |

## Démographie
Lors du recensement de 2011, 97,05 % de la population se déclarent roumains (2,42 % ne déclarent pas d'appartenance ethnique et 0,52 % déclarent appartenir à une autre ethnie).
De plus, 95,95 % déclarent être chrétiens orthodoxes (2,42 % ne déclarent pas d'appartenance religieuse et 1,62 % déclarent appartenir à une autre ethnie).

## Économie
L'économie de la commune repose sur l'agriculture et l'élevage.

## Communications

### Routes
Măgurele est située sur la route nationale DN1A Ploiești-Vălenii de Munte-Brașov. La route régionale permet de rejoindre à l'est la vallée de la rivière Cricovul Sărat.

### Voies ferrées
Măgurele est desservie par la ligne de chemin de fer Ploiești-Măneciu.